# Kara ograniczenia wolności (Kodeks wykroczeń)
Kara ograniczenia wolności – jedna z kar określonych przez przepisy polskiego kodeksu wykroczeń.
Kodeks wykroczeń w art. 20 przewiduje inny wymiar kary ograniczenia wolności, niż kodeks karny. Kara ograniczenia wolności trwa 1 miesiąc. W czasie odbywania kary ograniczenia wolności ukarany nie może bez zgody sądu zmieniać miejsca stałego pobytu, jest obowiązany do wykonywania nieodpłatnej kontrolowanej pracy na cele społeczne oraz ma obowiązek udzielania wyjaśnień dotyczących przebiegu odbywania kary.
Wymiar pracy wynosi od 20 do 40 godzin. Zamiast pracy nieodpłatnej można orzec potrącenie od 10 do 25% wynagrodzenia za pracę na rzecz Skarbu Państwa albo na cel społeczny wskazany przez organ orzekający; w okresie odbywania kary ukarany nie może rozwiązać bez zgody sądu stosunku pracy (art. 21).
Wymierzając karę ograniczenia wolności, organ orzekający może zobowiązać ukaranego do:
1) naprawienia w całości albo w części szkody wyrządzonej wykroczeniem;
2) przeproszenia pokrzywdzonego (art. 22).
W razie uchylania się od odbywania kary sąd zarządza wykonanie zastępczej kary aresztu w wymiarze odpowiadającym karze ograniczenia wolności pozostałej do wykonania, przyjmując, że jeden dzień zastępczej kary aresztu jest równoważny dwóm dniom kary ograniczenia wolności. Na postanowienie w przedmiocie zarządzenia wykonania zastępczej kary aresztu przysługuje zażalenie (art. 23).
Wykonywanie kary ograniczenia wolności normuje Kodeks karny wykonawczy (rozdział IX, art. 53 – 66). Wykonanie kary ma na celu wzbudzenie w skazanym woli kształtowania jego społecznie pożądanych postaw, w szczególności poczucia odpowiedzialności oraz potrzeby przestrzegania porządku prawnego. Skazany ma obowiązek sumiennie wykonywać ciążące na nim obowiązki, a w miejscu pracy lub pobytu przestrzegać ustalonych zasad zachowania, porządku i dyscypliny (art. 53). Kara wykonywana jest w miejscu stałego pobytu lub zatrudnienia skazanego albo w niewielkiej odległości od tego miejsca, chyba że ważne względy przemawiają za wykonaniem kary w innym miejscu (art. 54). Nadzór nad wykonywaniem kary oraz orzekanie w sprawach dotyczących jej wykonania należą do sądu rejonowego, w którego okręgu kara jest lub ma być wykonywana. Czynności związane z organizowaniem i kontrolowaniem wykonywania kary oraz obowiązków nałożonych na skazanego odbywającego ją wykonuje kurator sądowy (art. 55). Sąd i kurator mogą w każdym czasie żądać od skazanego wyjaśnień dotyczących przebiegu odbywania kary i w tym celu wzywać go do osobistego stawiennictwa (art. 60).
Do czasu zmian wprowadzonych przez ustawę z 28 sierpnia 1998 r. kara ograniczenia wolności mogła być orzekana w wymiarze od 1 do 3 miesięcy, a wymiar pracy wynosił od 20 do 50 godzin na miesiąc, zatem ogółem od 20 do 150 godzin.